# Coregonus peled
Coregonus peled је зракоперка из реда Salmoniformes.

## Угроженост
Ова врста је наведена као последња брига, јер има широко распрострањење и честа је врста.

## Распрострањење
Врста је присутна у Русији.

## Станиште
Станишта врсте су језера и језерски екосистеми, речни екосистеми и слатководна подручја.